# قرة اغاج (ديمكاران)
قرة اغاج (بالفارسية: قره اغاج) هي قرية تقع في إيران في قسم دیمکاران الريفي. يقدر عدد سكانها بـ 547 نسمة بحسب إحصاء 2016.